# Антас

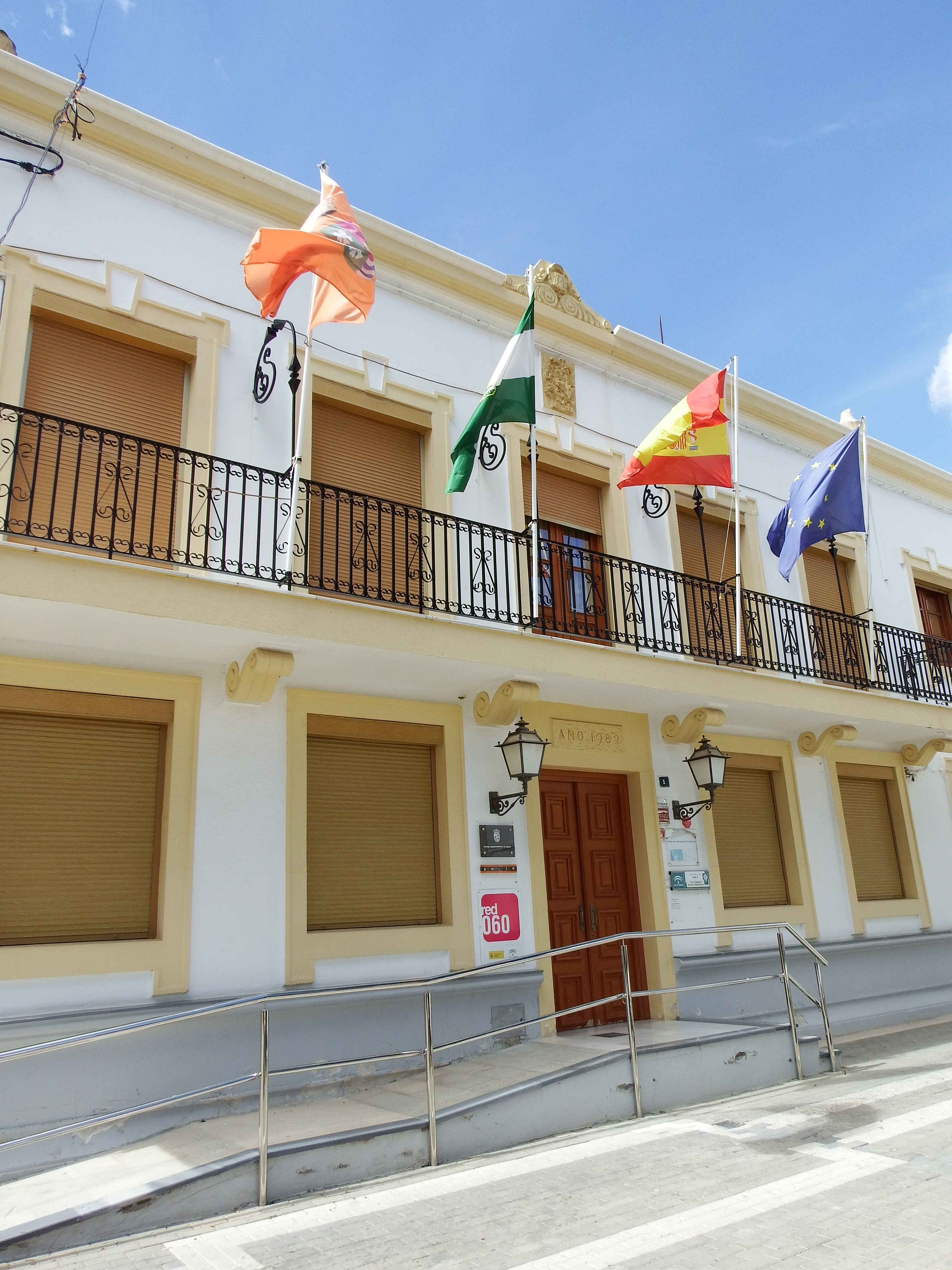

Антас (ісп. Antas) — муніципалітет в Іспанії, у складі автономної спільноти Андалусія, у провінції Альмерія. Населення — 3389 осіб (2010).
Муніципалітет розташований на відстані близько 390 км на південний схід від Мадрида, 65 км на північний схід від Альмерії.
На території муніципалітету розташовані такі населені пункти: (дані про населення за 2010 рік)
- Альхаріс: 486 осіб
- Антас: 1756 осіб
- Ла-Фуенте-Абад: 37 осіб
- Ла-Уерта: 123 особи
- Лос-Льянос-дель-Майор: 189 осіб
- Ель-Реаль: 694 особи
- Хауро: 104 особи

## Демографія
Динаміка населення (INE ):